# Куропатинский сельсовет
Куропа́тинский сельсове́т — сельское поселение в Тамбовском районе Амурской области.
Административный центр — село Куропатино.

## История
11 июня 2005 года в соответствии с Законом Амурской области № 29-ОЗ муниципальное образование наделено статусом сельского поселения.
Законом Амурской области от 7 мая 2015 года № 536-ОЗ,
Куропатинский и Красненский сельсоветы объединены в Куропатинский сельсовет.

## Население
| 2002 | 2010 | 2011 | 2012 | 2013 | 2014 | 2015 |
| ---- | ---- | ---- | ---- | ---- | ---- | ---- |
| 748  | ↘615 | →615 | ↘604 | ↘591 | ↘578 | ↘576 |
| 2016 | 2017 | 2018 | 2021 |      |      |      |
| ↗878 | ↗886 | ↗897 | ↘738 |      |      |      |

## Состав сельского поселения
| № | Населённый пункт | Тип населённого пункта       | Население |
| - | ---------------- | ---------------------------- | --------- |
| 1 | Духовское        | село                         | ↗94       |
| 2 | Корфово          | село                         | ↗72       |
| 3 | Красное          | село                         | ↗249      |
| 4 | Куропатино       | село, административный центр | →482      |